# スタウト・スカラブ
スタウト・スカラブ（Stout Scarab）は、ウィリアム・ブッシュネル・スタウト (William Bushnell Stout) により設計され、スタウト技術研究所 (Stout Engineering Laboratories) と後にデトロイトのスタウト・モーターカー (Stout Motor Car) で少数が生産された1930年代から1940年代にかけてのアメリカ合衆国の乗用車である。
多数の斬新さと革新性を持ち合わせたスカラブは世界で初めて製作されたミニバンと言われることもあり、1946年に製作されたスカラブの試作車の1台は世界で初めてグラスファイバー製ボディとエアサスペンションを備えていた。

## 概要
スカラブは同時期のほとんど車との類似点は無かった。実際当時の量産車は全て各々が独立したシャーシとボディを持っており、前車軸の後ろに縦置きされたエンジンを収めた長いエンジンルームがあり、その後ろに人が乗る空間が配置されていた。前に置かれたエンジンは通常車体の床下を通されたプロペラシャフトを通じて後輪を駆動していた。この機械配置は非常に信頼性の高いものであったが、空間利用という点では厳しい制限があった。
これに対してスカラブは一体構造ボディを使用し、車体の後部にフォード製V型8気筒エンジン (Ford Flathead engine) を搭載することで独立したシャーシとプロペラシャフトを不要として車室の低く平らな床を実現していた。この車の製作者である自動車と航空機の技師でありジャーナリストでもあるウィリアム・B・スタウトは、自身の移動する機械を走る事務室にすることを構想していた。これを受けて著名なオランダ人自動車技術者のジョン・ジャーダ (John Tjaarda) によりデザインされたスカラブのボディは、アルミニウム製の航空機の胴体 (aircraft fuselage) の構造に近しいものとなった。
非常に短い流線型の鼻先と後部上面が絞られた形状のボディは、現代のモノスペース（ワンボックス）のMPVやミニバンのデザインを先取りしたものであり、取り外し可能なテーブルや現在クライスラー社が「Swivel ’n Go.」として導入している180度回転して後ろ向きになる2列目シートを装備していた。
スカラブの外観はクライスラー・エアフロー (Chrysler Airflow) 、流線形車両や空力効果を思わせるものであったが、当時は一般的には醜いという印象を持たれた。現在ではこの未来感あるデザインと曲線美の細部まで配慮された顔周りはアール・デコのアイコンという評価を受けている。

## 革新的な特徴
長いホイールベースと通常のランニングボードを廃して車幅一杯までキャビンを広げたことが相まってスカラブはゆったりとした室内空間を実現していた。更にはエンジンを後車軸の上に配置し、ステアリング・ホイールが前輪のほぼ直上にくるほど運転席をはるか前方に追いやることで室内空間は最大限まで広げられていた。ドアは大型のものが一つだけで、車室内は固定された運転席以外は考え得る限りほぼ全ての座席配置が構成可能な可変座席機構があった。クライスラー・ボイジャーやルノー・エスパスといった現代のMPVにも負けず劣らず、望めば座席の間のどこにでも設置できる小型のカード・テーブルさえも備えていた。内装には皮革、クロームと木材が使用されていた。車のエンブレムを含めデザインの要素には様式化された古代エジプトの「スカラベ」 (scarab) のモチーフが取り入れられていた。前面と側面からの視界は展望車のそれと似ていた反面、後方視界はほぼ皆無でバックミラーも装着されていなかった。
革新性は車の構成やデザインだけに留まらなかった。路上を走るほぼ全ての車が板ばねで吊ったリジッドアクスルのリーフ式サスペンションを使用していた時代にスカラブは前後輪共にコイルばねの独立懸架を採用し、滑らかで静粛性に優れた乗り心地を提供していた。リアエンジン配置による荷重の偏重はコイルスプリングのサスペンションと相まってスカラブに非常に良好なハンドリングとトラクションを与えていた。長いコイルばねのストラットを使用した後輪のスイングアクスル式サスペンションは、航空機の降着装置から構想を得ていた。スカラブのサスペンション自体は、後にロータス社が1957年のロータス・トゥエルブ (Lotus Twelve) から使用し始めたチャップマン・ストラット (Chapman strut) の発想の元になった。
フォード社製フラットヘッドV8エンジンは、スタウト特製の3速マニュアルトランスミッションを介して後輪を駆動していた。エンジンは通常とは前後逆に後輪アクスル直上に搭載され、フライホイールとクラッチは前方を向いていた。この前に置かれたトランスミッションで反転されたドライブラインは下側を通って後車軸まで戻った。この珍しいレイアウトは後にランボルギーニ・カウンタックで再び採用された。

## 生産
スカラブの最初の実走行可能な試作車は1932年に完成したが、これはおそらく最初に造られたアルミニウム製スペースフレーム (spaceframe) の一体構造ボディ（フレーム部材は鋼製であったが）を持つ車であった。1935年に完成した2台目のスカラブは、スタイリングと機械機構に幾らかの変更を加えられた最初の発展型であった。ヘッドライトは細かな縦桟グリルの背後に置かれ、車体後部では後部窓からバンパーまで湾曲した細いクロームのバーが走りこの車にアールデコ調の雰囲気を与えていた。この車のボディはコスト削減のために鋼製となっていた。

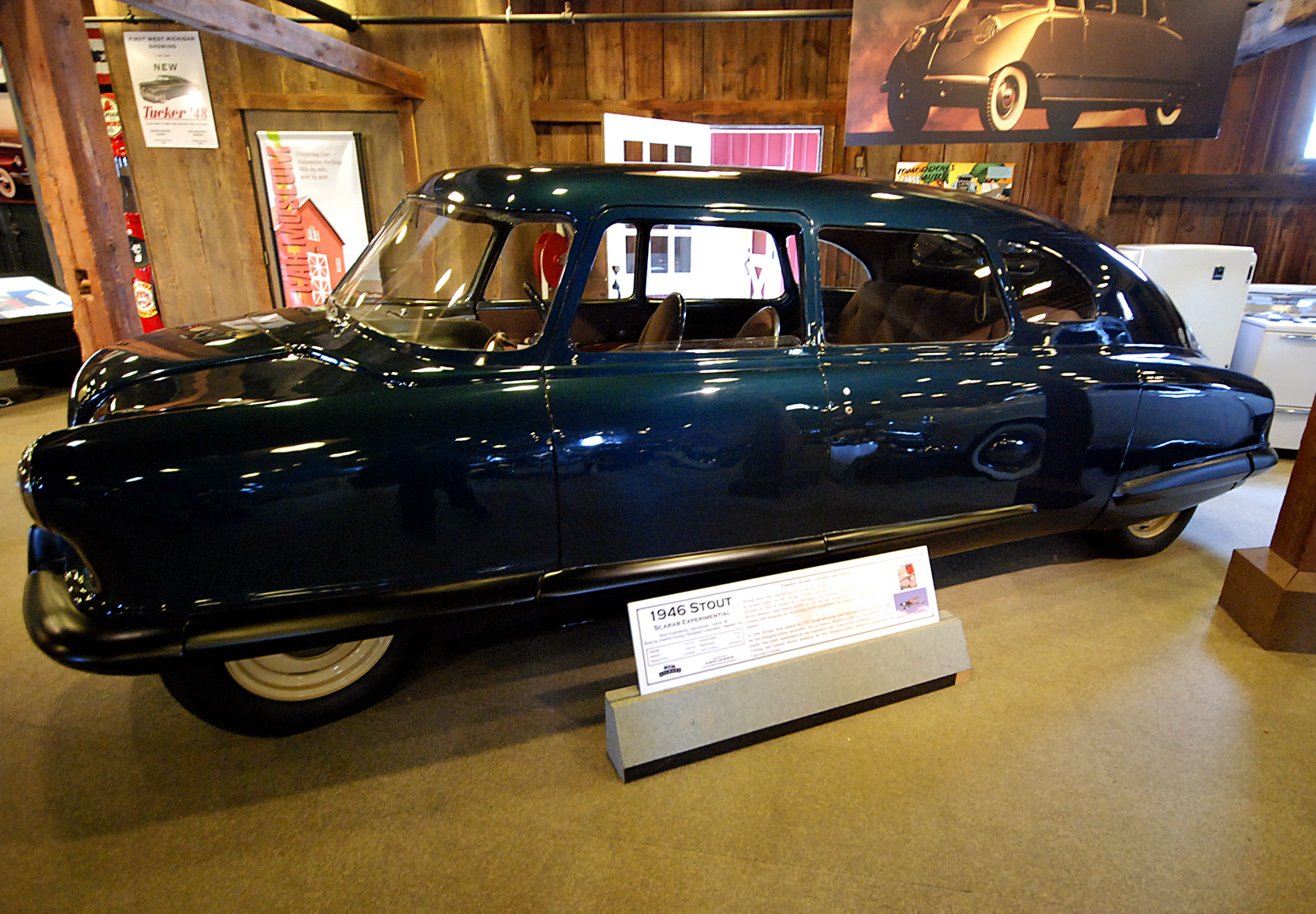
スタウト スカラブ・エクスペリメンタル（1946年）

スタウトは、この車が限定数生産され、選ばれた顧客に販売されるという声明を発表した。ディアボーン (ミシガン州)のスコット街路 (Scott Street) とテレグラフ通り (Telegraph Road) の角 (U.S. 24) にある小さな工場で年に100台までが生産されることになっていた。スカラブは数多くの報道でとりあげられたが、豪華で非常に近代的なクライスラー・インペリアル エアフローの価格が僅か$1,345の時代に$5,000（2010年換算で$80,000相当）という価格では革新性に対してこの非常な高額を支払える者はほとんどおらず、スカラブの総生産台数はたったの9台であった。車は完全なハンドメイドで造られ、全く同一のスカラブは2台と無かった。
第二次世界大戦の直ぐ後にスタウトはスカラブ・エクスペリメンタルと呼ばれるもう1台の試作車を製作した。1946年に公開されたこの車は相変わらず後部にエンジンを搭載していたが、より一般的な外観をしていた。ラップアラウンド型前面ガラスを備える2ドア車で、世界初のグラスファイバー製ボディを持っていた。以前の金属製ボディと同様にこの車もモノコック構造であり、ボディは僅か8個の部品から構成されていた。更には予め1933年にファイアストン社で開発されていた世界初の完全に機能するエアサスペンションを装備していた。この車は量産には入らなかった。
スタウトは自身の所有するスカラブを運転して米国内で累計25万マイル以上の距離を旅した。
最大で5台のスカラブが現存すると言われている。1935年製の走行可能な個体がオウルズ・ヘッド (Owls Head, Maine) のオウルズ・ヘッド交通博物館 (Owls Head Transportation Museum) に展示されている。

## 文献とメディア
- Kimes, Beverly R., Clark, Henry A., Standard Catalog of American Cars 1805–1942. Kraus Publications, 1996, ISBN 0-87341-428-4
- 2011年のテレビゲーム L.A.ノワールでは15台の操作可能な隠し車両の中の1台がスタウト・スカラブである。